# Josh Matheny
Josh Matheny, född 16 oktober 2002, är en amerikansk simmare.

## Karriär
Matheny tog guld på 200 meter bröstsim och silver på 100 meter bröstsim vid junior-VM 2019. Vid VM 2023 ingick han i det amerikanska laget som tog guld på 4 x 100 meter medley och brons på 4 x 100 meter mixed medley.